# 安杰伊·利斯
安杰伊·利斯（波蘭語：Andrzej Lis，1959年12月16日—），波兰男子击剑运动员。他曾代表波兰参加1980年夏季奥林匹克运动会击剑比赛，获得男子团体重剑银牌和男子个人重剑第13名。